# AJ 보웬

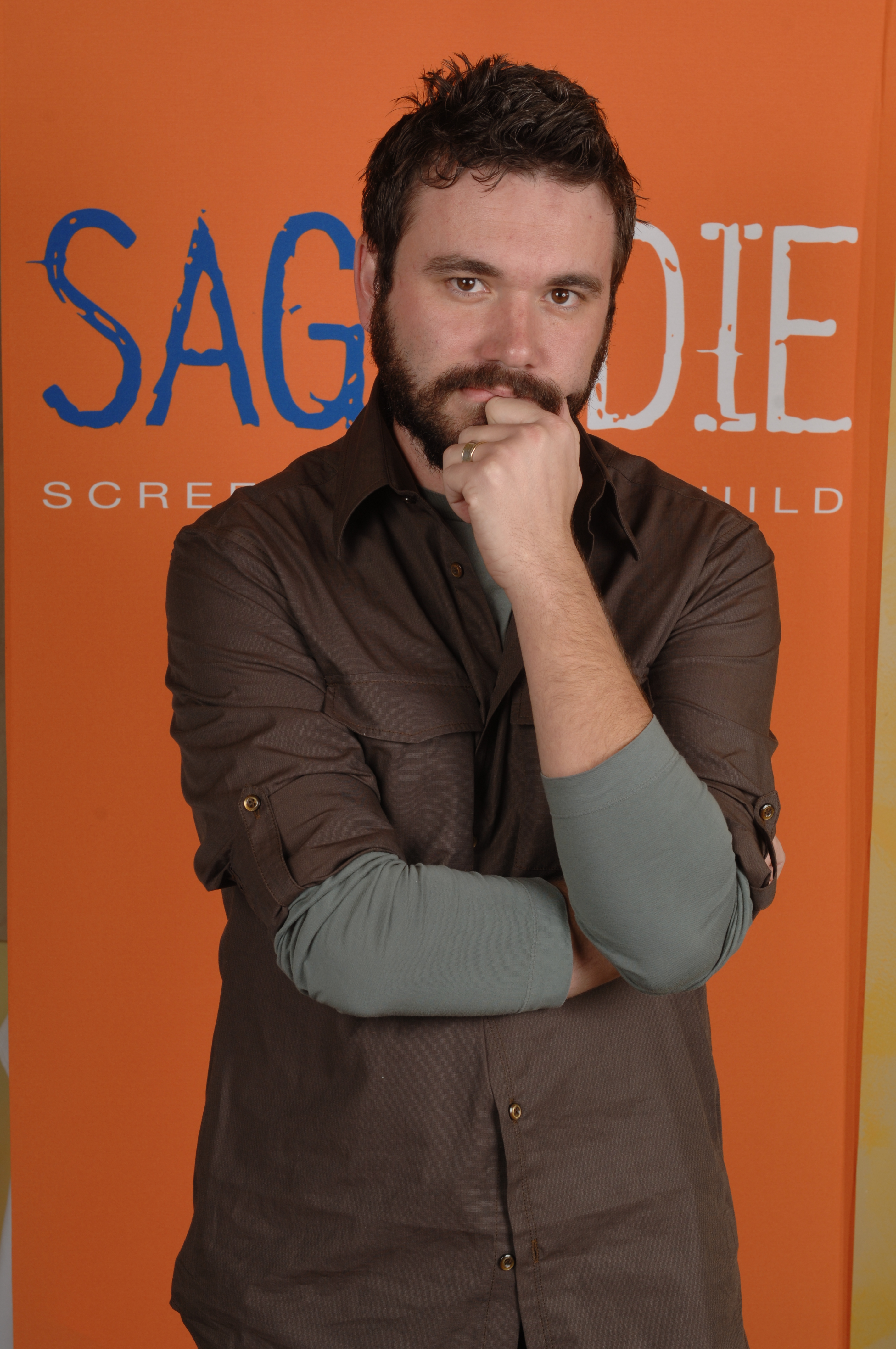

AJ 보언(AJ Bowen, 영어 발음: /ˈboʊən/, 1977년 12월 21일 ~ )은 미국의 배우, 영화 제작자이다.
매리에타에서 태어났다.

## 영화
- 나는 악마를 가뒀다 (2019년)
- 죽음을 부르는 밤 (2017년)
- 싱크로니시티 (2016년)
- 더 아웃핏 (2015년)
- 더 프론티어 (2015년)
- 더 리컨스트럭션 오브 윌리엄 제로 (2014년)
- 새크라멘트 (2013년) - 샘 역
- 그로우 업, 토니 필립스 (2013년) - 피트 역
- 어몽 프렌즈 (2012년)
- 썬 돈 샤인 (2012년) - 하이웨이 엔젤 역
- 유아 넥스트 (2011년) - 크리스피언 역
- 블러드 스프링 (2011년)
- 어 호러블 웨이 투 다이 (2010년)
- 손도끼 2 (2010년)
- 하우스 오브 더 데블 (2009년) - 빅터 울만 역
- 더 시그널 (2007년) - 루이스 역
- 크립쇼 3 (2006년)
- 라스트 굿바이 (2004년)